# Grethe Heltberg
Astrid Grethe Grouleff Heltberg, född 27 maj 1911 i Agerskov utanför Horsens, död 16 maj 1996, var en dansk författare och poet.
Grethe Heltberg var dotter till läraren Jens Carl Knudsen Agerskov och Eva Grouleff. Hon avlade studentexamen vid Horsens Statsskole 1929 och genomgick därefter en kortare studieperiod i stenografi på Köpenhamns universitet 1930. Samma år anställdes hon som stenografiassistent i Danmarks riksdag, ett arbete som hon innehade fram till 1940, då hon blev auktoriserad rättsstenograf. Hon gifte sig 1934 med lektorn Niels Heltberg. Tillsammans fick de tre barn, däribland dottern Bettina Heltberg som blev journalist och författare.
Heltberg debuterade som poet 1929 i studenttidningen Minerva under pseudonymen ”La femme”. Hon debuterade i bokform med diktsamlingen Portræt af en pige 1942. Därefter gav hon ut en stor mängd romaner, noveller, essäer, diktsamlingar, aforismer och barnböcker. En del av dessa skildrar hennes barndom och uppväxt i Horsens samt tillvaron för en kvinna i det danska borgerskapet. Hon bidrog flitigt med artiklar till olika tidningar och tidskrifter och engagerade sig i kulturellt arbete. Hon var bland annat styrelseledamot av Dansk Forfatterforening (1957–1972, varav som vice ordförande 1965–1966), Bakkehuset Dansk Litteraturforening (fr.o.m. 1960), Dansk Sprognævn (fr.o.m. 1961) och Dansk Forfatterfond (1964–1969). Hon var även medlem av Modersmål-Selskabet. Under sin författarkarriär fick Heltberg ett livslångt ekonomiskt bidrag från Statens Kunstfond. Tillsammans med Bodil Udsen och Lise Østergaard tilldelades hon Tagea Brandts rejselegat for kvinder 1973. Bland andra utmärkelser som tilldelats Heltberg kan nämnas Jeanne og Henri Nathansens Fødselsdagslegat (1951), Helge Rode Legatet (1951), Madam Hollatz’ Legat (1958) och Emil Aarestrups Medaillen (1971).